# Porúbka (okres Žilina)
Porúbka is een Slowaakse gemeente in de regio Žilina, en maakt deel uit van het district Žilina.
Porúbka telt 461 inwoners.